# Копенгаген (муніципалітет)
Копенгаген (дан. Københavns KommuneKøbenhavns Kommune) — данська комуна в складі області Ховедстаден. Площа — 88,25 км², що становить 0,20 % від площі Данії без Гренландії і Фарерських островів. Чисельність населення на 1 січня 2008 року — 509861. (чоловіки — 251736, жінки — 258125; іноземні громадяни — 62696).

## Зображення

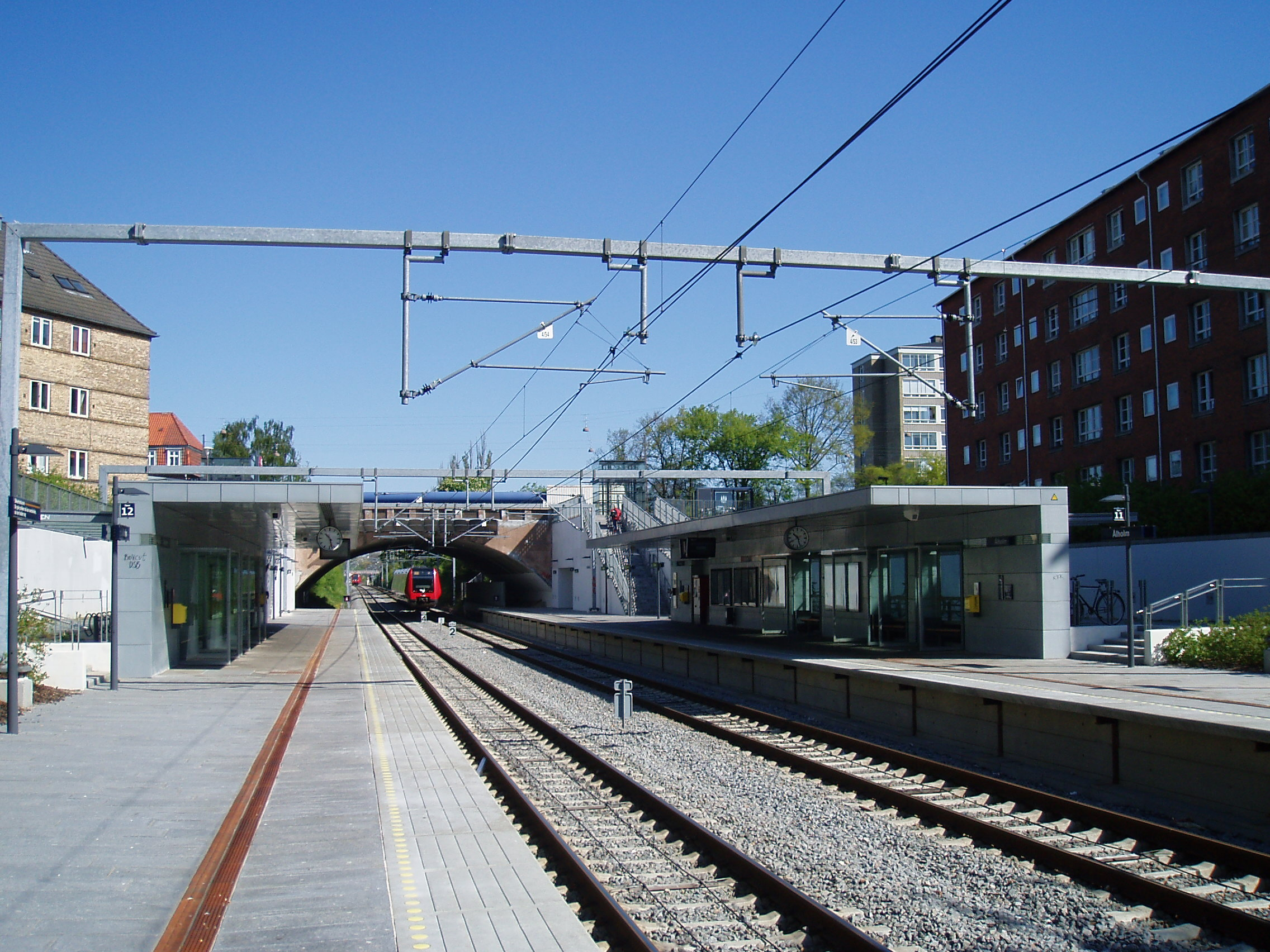
Олхольм
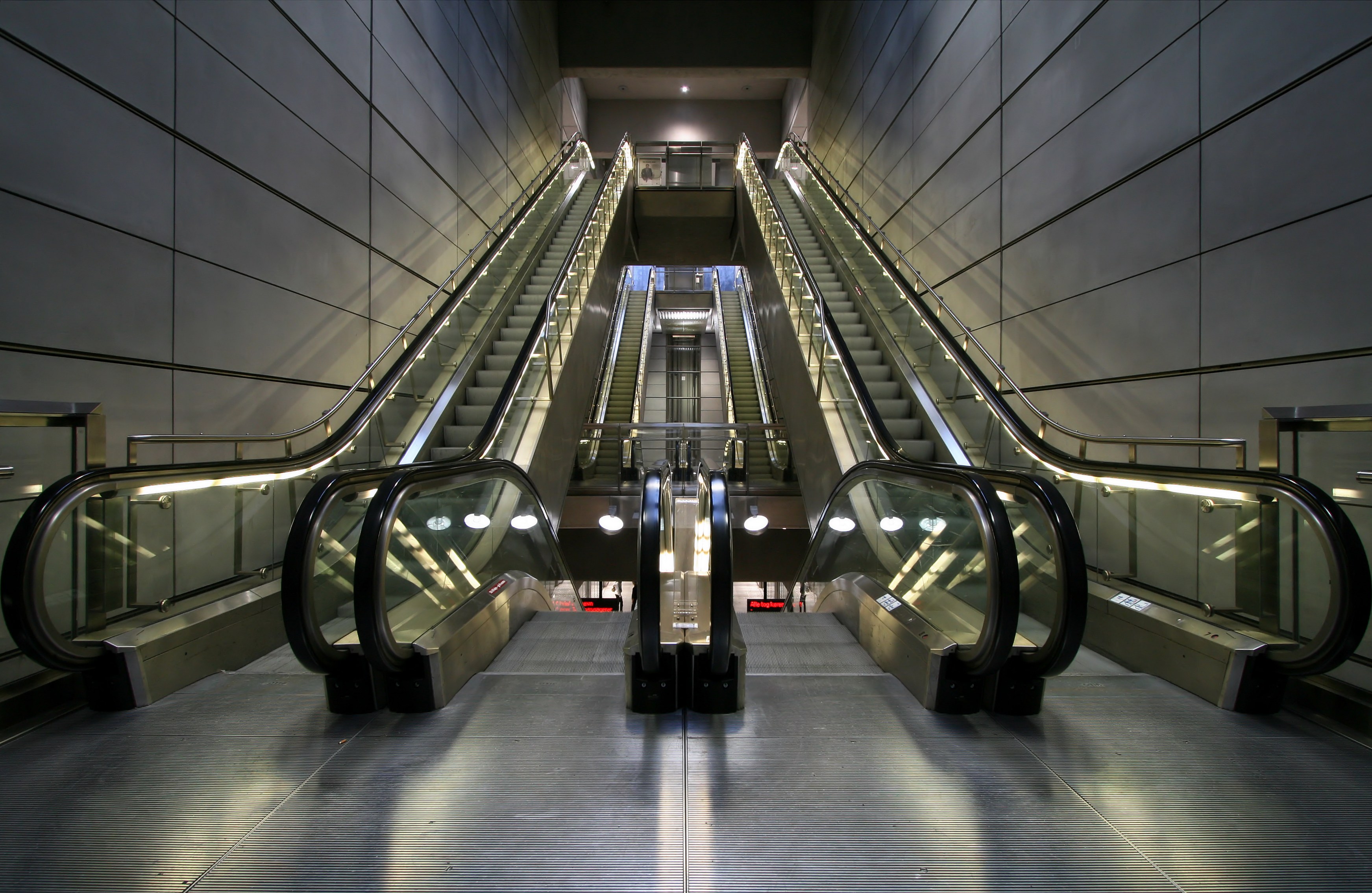
Амагербро
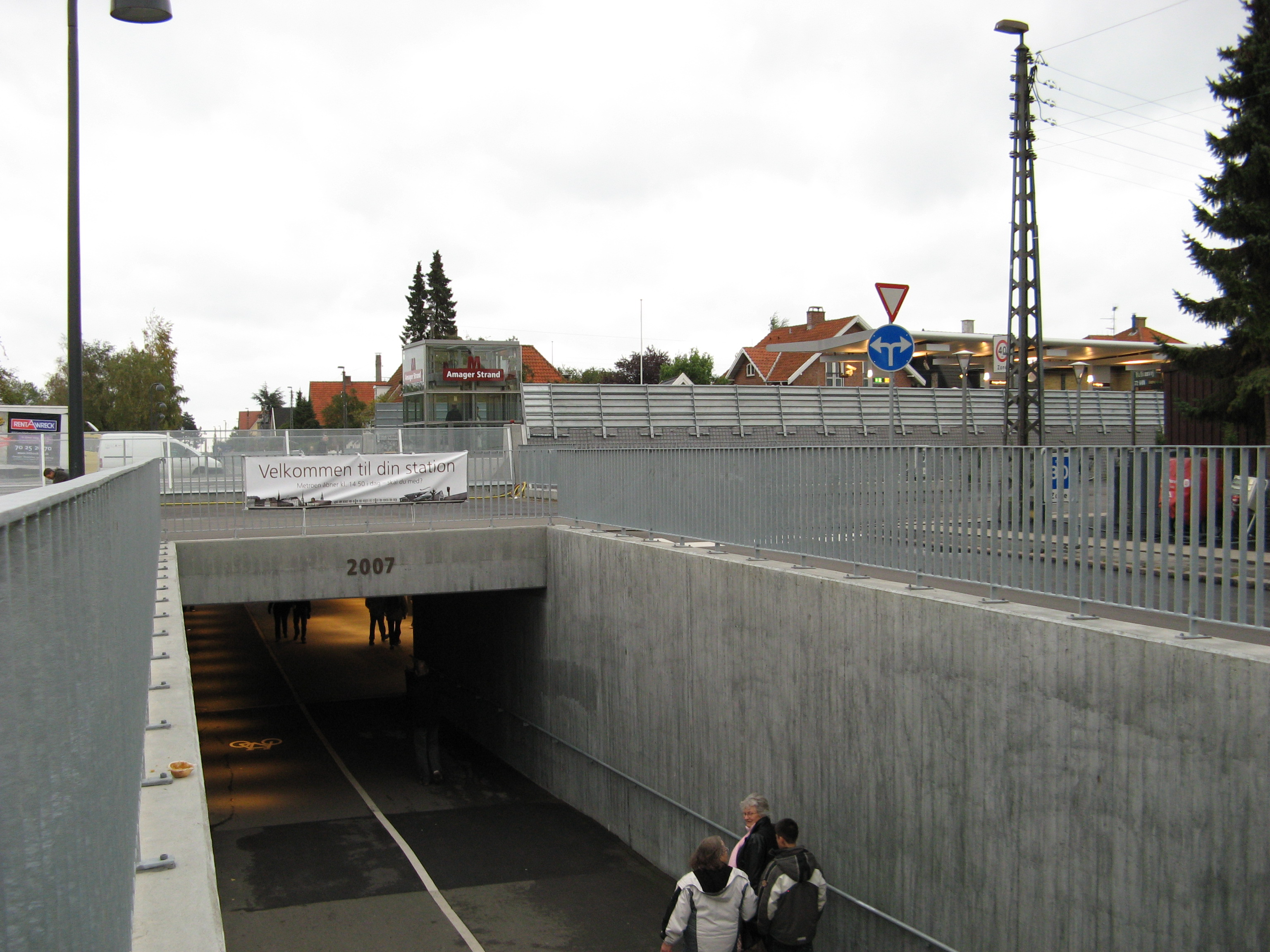
Амагер Странн
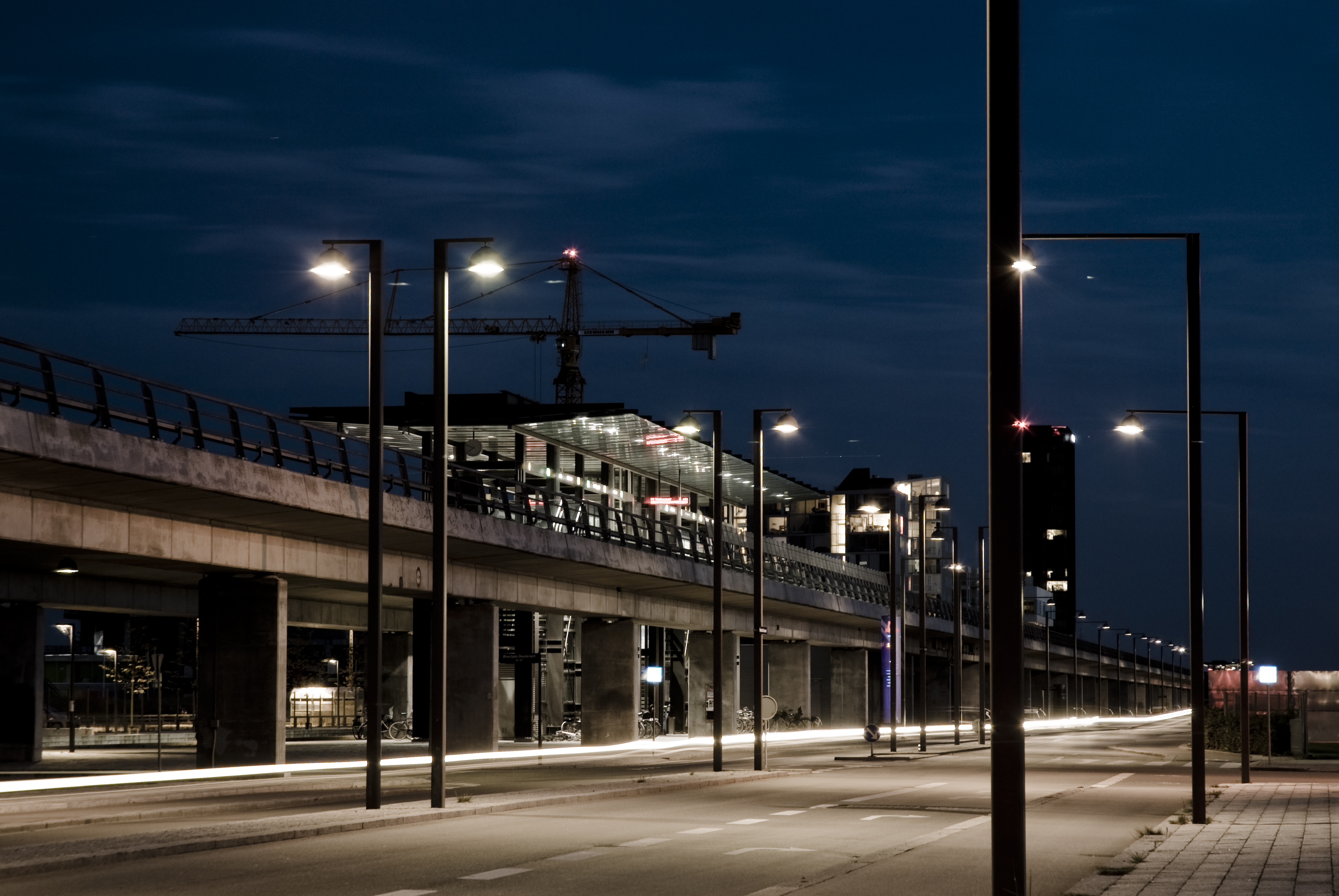
Белла Сентер
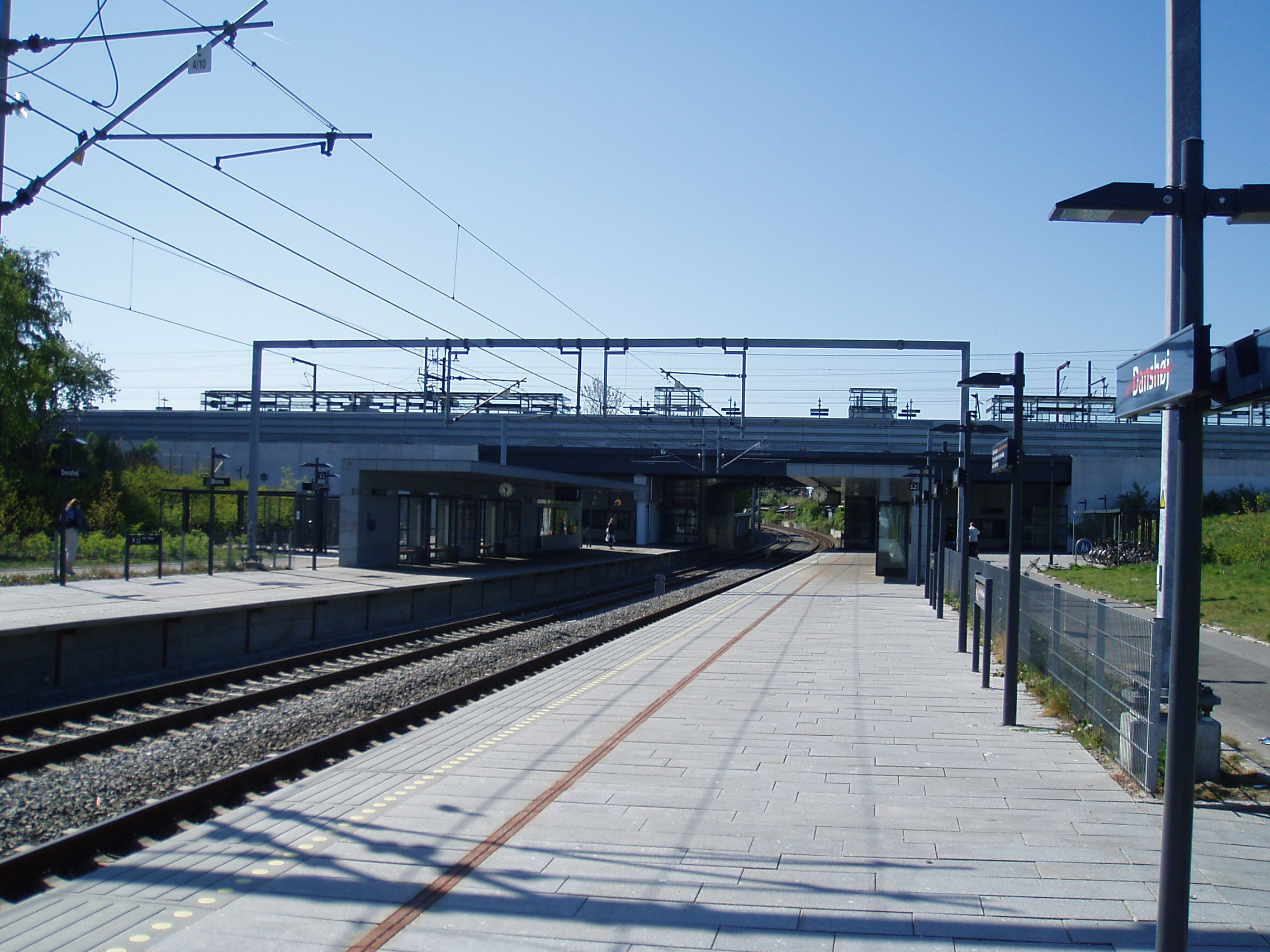
Дансхей
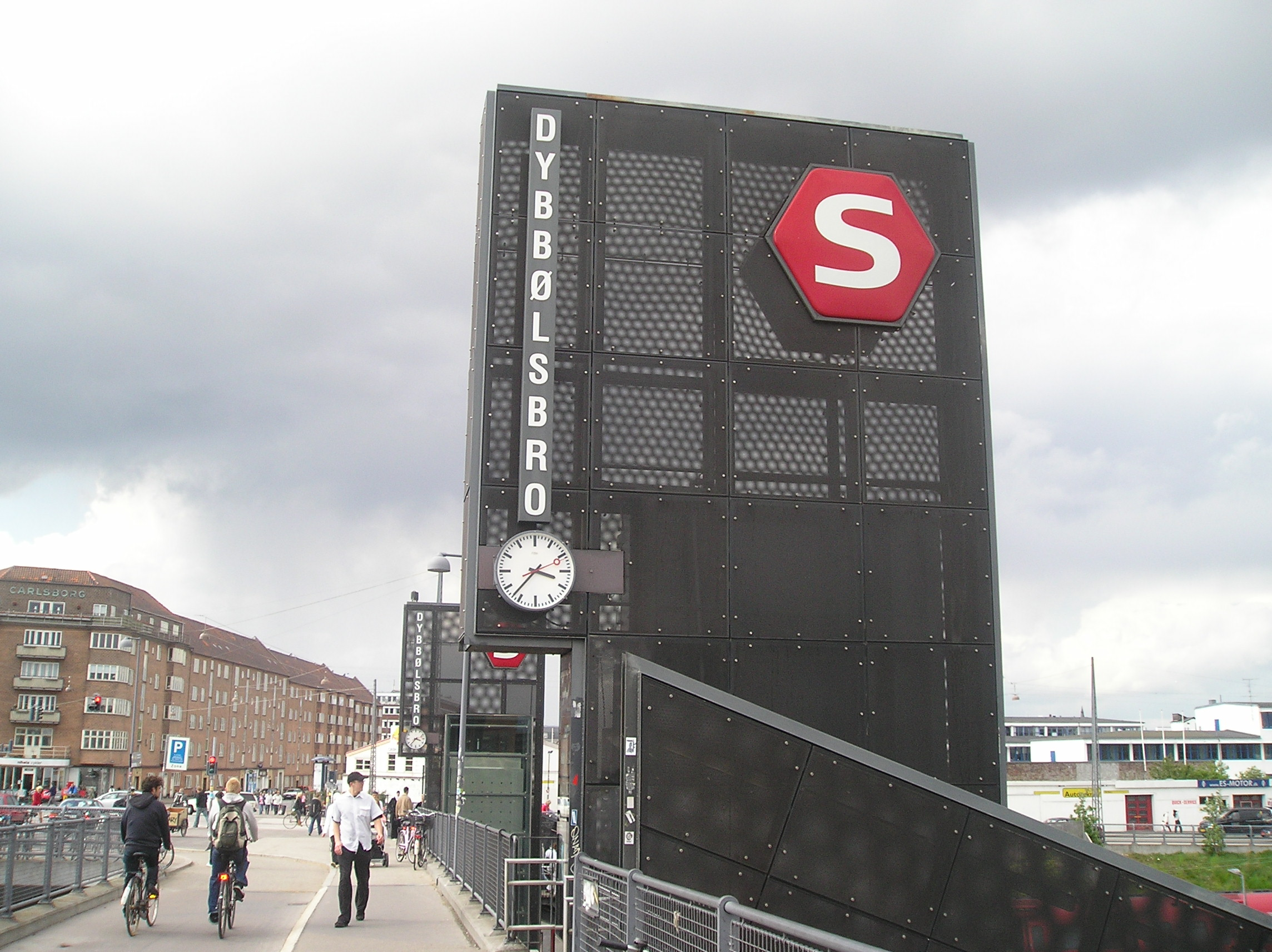
Дюббельсбро